# Zwartmaskerprieelvogel
De zwartmaskerprieelvogel (Sericulus aureus) is een zangvogel uit de familie van de prieelvogels (Ptilonorhynchidae). De wetenschappelijke naam van de soort werd in 1758 als Coracias aurea gepubliceerd door Carl Linnaeus.

## Verspreiding en leefgebied
Deze soort is endemisch in Nieuw-Guinea en komt voor van de Vogelkop in het noordwesten tot oostelijk-centraal Nieuw-Guinea.

## Status
De grootte van de populatie is niet gekwantificeerd maar de soort wordt omschreven als schaars. Op de Rode lijst van de IUCN heeft deze soort de status niet bedreigd.